# Granbury
Granbury är en mindre stad i Hood County, Texas, USA. Granbury är administrativ huvudort (county seat) i Hood County. Den grundades 1825 och enligt folkräkningen 2010 har den 7 978 invånare.

## Kända personer
- Brian Birdwell
- Dana Vollmer - Olympisk guldmedaljör
- Robert Williamson III - pokerspelare som växte upp i Granbury

## Galleri

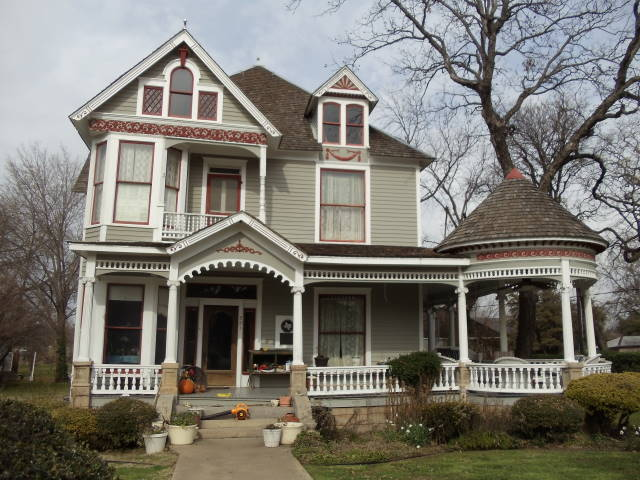
Ashton House
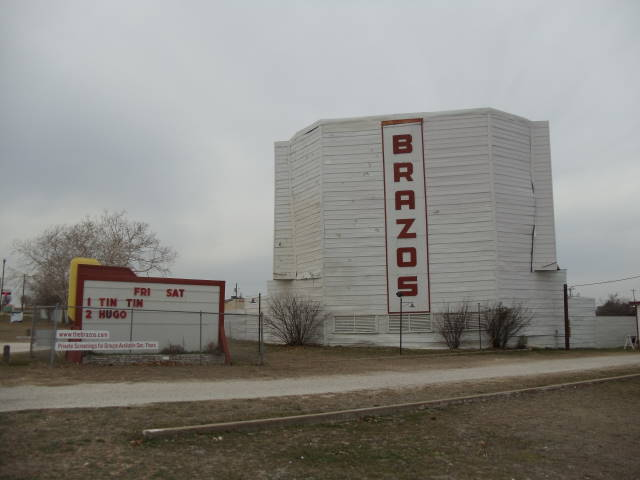
Brazos Drive-Inn Theater
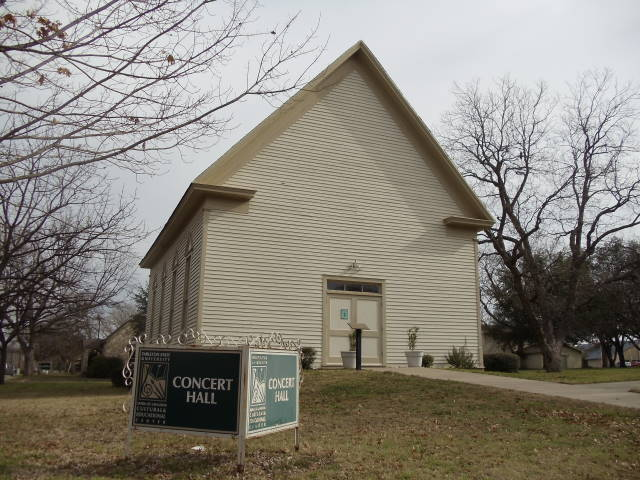
Concert Hall
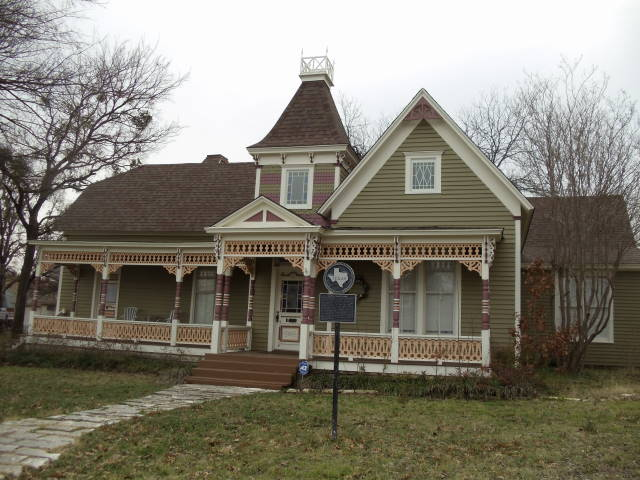
Daniel-Harris Home
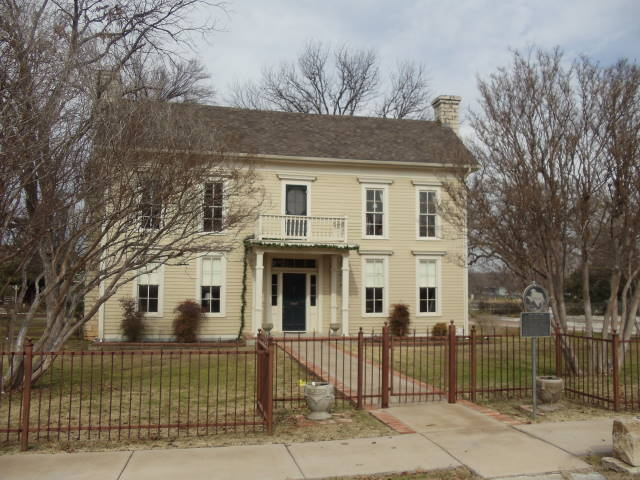
David L. Nutt House
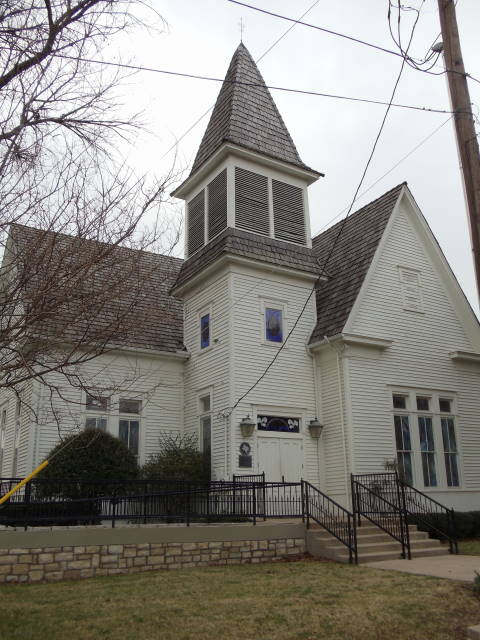
First Presbyterian Church
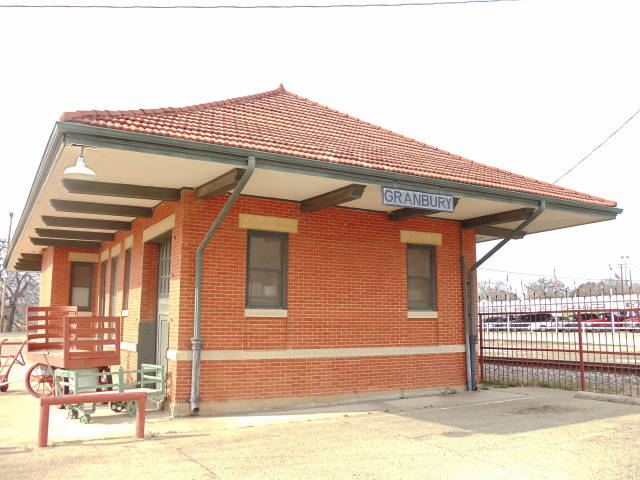
Granbury Train Depot
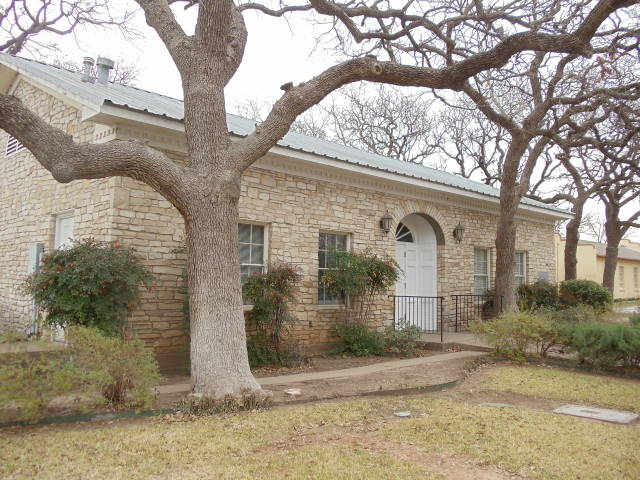
Hood County Library
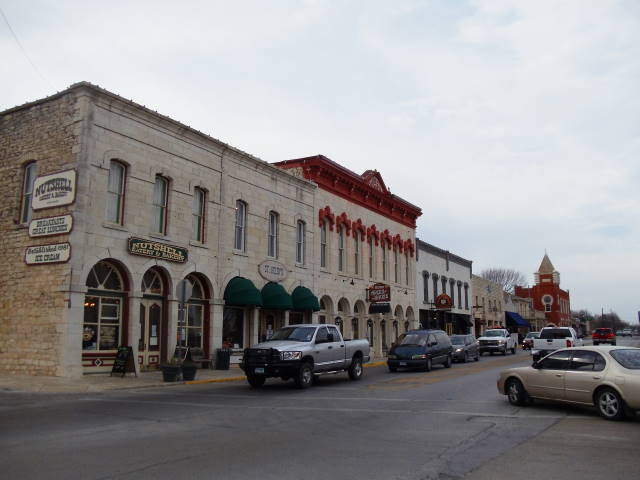
Granbury Town Square
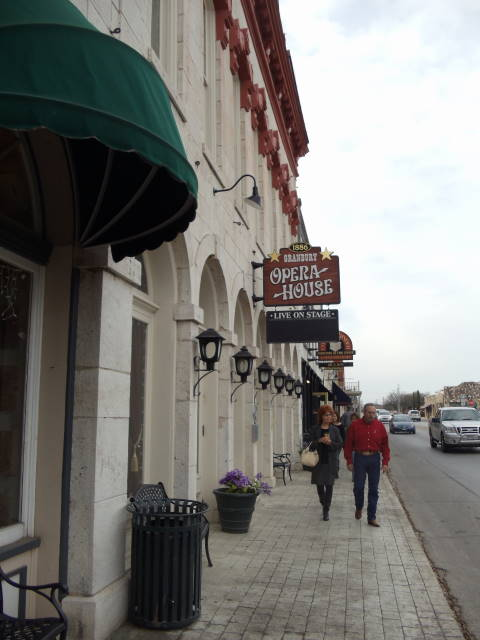
Granbury Town Square
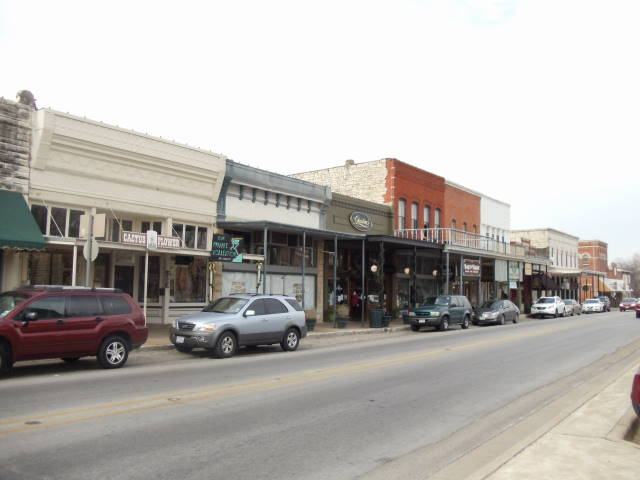
Granbury Town Square
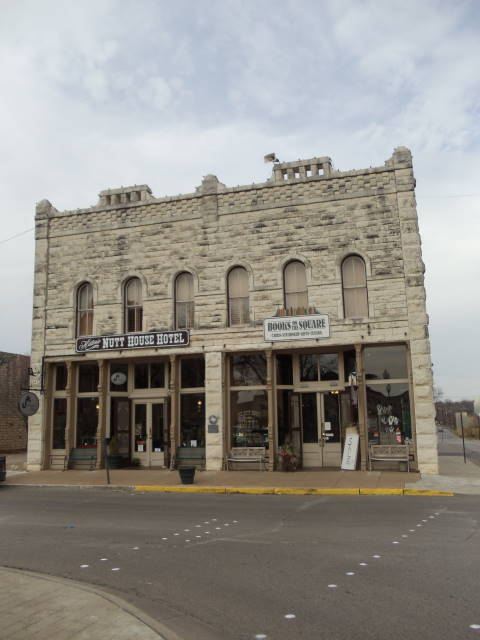
The Nutt House